# Visóvölgy
Visóvölgy (Valea Vișeului), település Romániában, a Partiumban, Máramaros megyében.

## Földrajz
Máramarosszigettől keletre, a Tisza bal partján, a Visó Tiszába ömlésénél fekvő település.

## Történelem
Nevét 1913-ban említette először oklevél, mai Visóvölgy nevén.

## Közlekedés
Vasúti csomópont: itt ágazik el a Szálva–Alsóvisó–Visóvölgy–Máramarossziget-vasútvonal és az Ivano-Frankivszk–Deljatin–Rahó-vasútvonal.